# Deltochilum silphoides
Deltochilum silphoides là một loài bọ cánh cứng trong họ Bọ hung (Scarabaeidae).